# Дрич Костянтин Іванович
Дрич Костянтин Іванович (2 червня 1930 року — 5 лютого 1996 року) — український військовий топограф, географ-картограф, кандидат географічних наук, доцент Київського національного університету імені Тараса Шевченка.

## Біографія
Народився 2 червня 1930 року в Києві. Після закінчення Київського артилерійського училища імені С. Кірова у 1952 році служив у Збройних силах СРСР: командиром взводу, у 1952—1961 роках начальником розвідки військової частини (Біла Церква); у 1961—1966 роках начальником топографічної служби військової частини (Німеччина); у 1966—1968 роках начальником штабу, заступником командира дивізіону (Фастів); у 1968—1970 роках викладачем кафедри тактики військового училища в місті Суми. Військову службу закінчив у званні майора.
Закінчив 1970 року навчання на кафедрі геодезії та картографії Київського університету. У Київському університеті працював у 1970—1996 роках: старшим інженером, з 1975 року викладачем, з 1977 року доцентом кафедри геодезії та картографії. Кандидатська дисертація «Совершенствование условных знаков растительности и ґрунтов топографических карт (исследование и эксперимент)» захищена у 1977 році. Викладав топографічні дисципліни. Одним з перших на кафедрі впроваджував методи автоматизації в навчальному процесі. Розробив кібернетичний напрям картосеміотики. Започаткував творчі зв'язки кафедри з Інститутом картографії Дрезденського технологічного університету, разом з яким у 1995 році організував спільний картосеміотичний семінар для студентів.

## Нагороди і відзнаки
Нагороджений ювілейними медалями: «40 років Збройних Сил СРСР», «20 років Перемоги у Великій Вітчизняній війні 1941—1945 рр.», «За бездоганну службу» та іншими.

## Наукові праці
Автор понад 60 наукових праць. Основні праці:
1. (рос.) Топография с основами геодезии. — К., 1986 (в співавторстві).
2. (рос.) Языковые проблемы компьютерной картографии. // Картосемиотика, 1991. № 2.
3. (рос.) Интеграционные процессы теоретических концепций в картографии. // Картосемиотика, 1994. № 5.